# Bagh-e-Ghuschchane-Minarette
Die Bagh-e-Ghuschchane-Minarette (persisch مناره باغ قوشخانه[mɛnɑɾɛ jɛ bɑɢ ɛ ɢuʃxɑnɛ]) sind zwei historische, aus dem 14. Jahrhundert stammende Minarette in Isfahan, Iran. Ihr Name rührt vom benachbarten Ghuschchane-Garten her. Einst lagen sie in der Nachbarschaft zum Stadttor, von dem lediglich zwei Steinlöwen übrig geblieben sind, die heute auf den Zugängen zur Chadschu-Brücke stehen. Wegen des benachbarten Ali-ibn-Sahl-Mausoleums tragen die Minarette auch den Beinamen „Ali-ibn-Sahl-Minarette“. Spitzen und Keramikfliesen sind teilweise beschädigt.